# Tapley Mountains
Die Tapley Mountains sind ein etwa 56 km langer Gebirgszug im westantarktischen Marie-Byrd-Land. Im Königin-Maud-Gebirge erstreckt er sich an der Westflanke des Scott-Gletschers zwischen dem Leverett-Gletscher und dem Albanus-Gletscher. 
Entdeckt wurde er im Dezember 1929 durch die vom Geologen Laurence McKinley Gould (1896–1995) geleiteten Gruppe im Rahmen der ersten Antarktisexpedition (1928–1930) des US-amerikanischen Polarforschers Richard Evelyn Byrd. Byrd benannte ihn nach Harold Livingstone Tapley (1875–1932), neuseeländischer Parlamentsabgeordneter und Bürgermeister von Dunedin, der als Agent für Byrds Expedition fungierte.

## Einzelnachweise

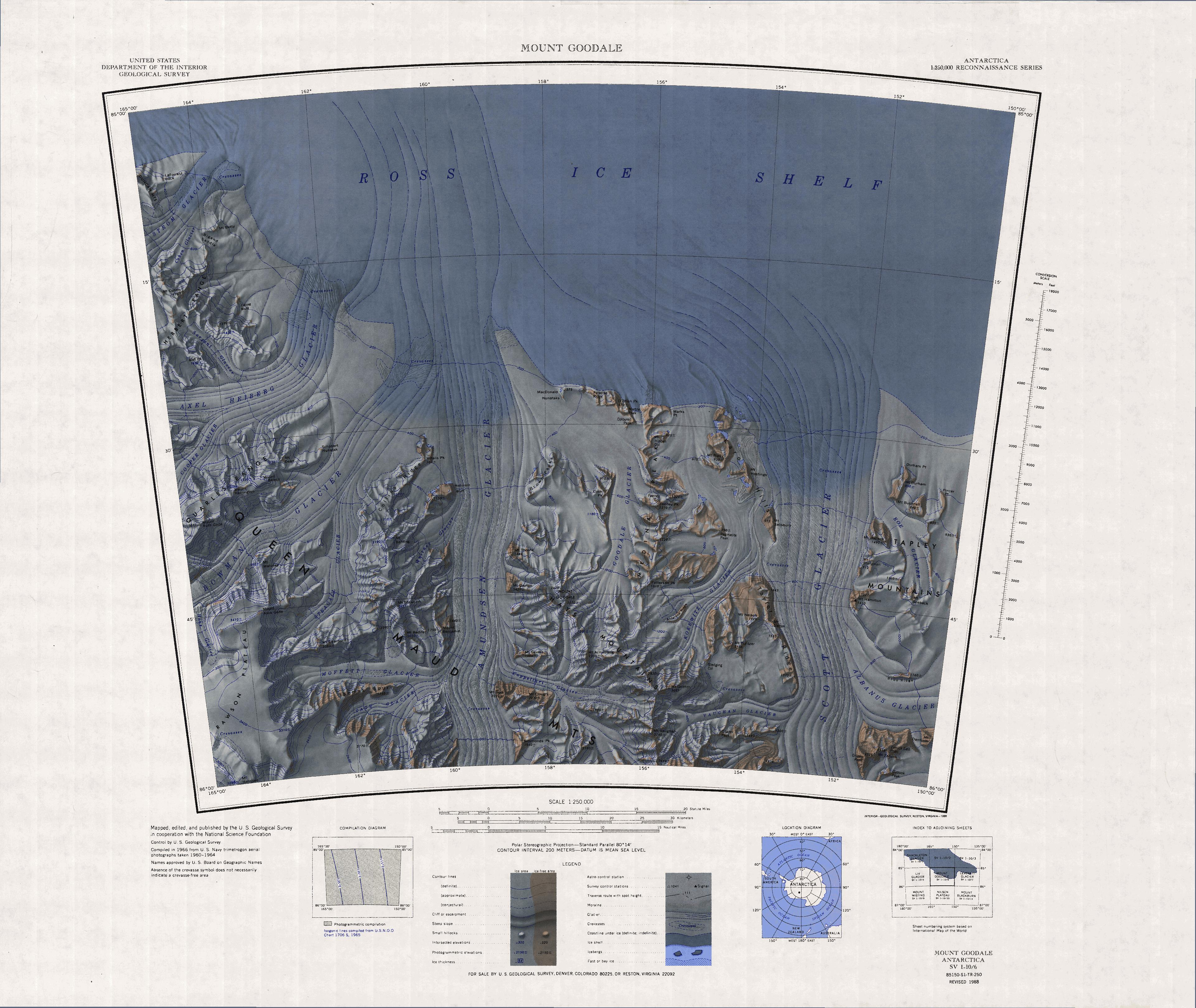
Kartenblatt Mount Goodale von 1966 (Neuauflage 1988), westliches Ende der Tapley Mountains am östlichen Kartenrand